# 鹽泉縣 (尹州)
鹽泉縣，唐武德四年設置於尹州的縣，北接髳州。下轄馬邑縣、天池縣、鹽泉縣、百泉縣和涌泉縣。